# آماریو کوزیر-دوبری
آماریو کوزیر-دوبری (انگلیسی: Amario Cozier-Duberry؛ زادهٔ ۲۹ مهٔ ۲۰۰۵) بازیکن فوتبال اهل بریتانیا است که در حال حاضر به صورت قرضی از باشگاه فوتبال برایتون اند هوو آلبیون برای باشگاه فوتبال بلکبرن روورز بازی می‌کند. 
وی همچنین در تیم‌های ملی فوتبال زیر ۱۶ سال انگلستان، زیر ۱۷ سال انگلستان، زیر ۱۸ سال انگلستان و زیر ۱۹ سال انگلستان بازی کرده است.